# Stazione meteorologica di Almuñécar
La stazione meteorologica di Almuñécar è la stazione meteorologica di riferimento per il servizio meteorologico spagnolo e per l'Organizzazione Mondiale della Meteorologia, relativa alla città di Almuñécar.

## Dati climatologici
Secondo i dati medi del trentennio 1981-2010, la temperatura media del mese più freddo, gennaio, si attesta a +16,1 °C, mentre quella del mese più caldo, agosto, è di +28,5 °C. Le precipitazioni medie annue sono inferiori ai 200 mm, con un picco in dicembre di 56 mm ed un minimo trimestrale di 0 mm da giugno ad agosto.
| Almuñécar           | Mesi | Mesi | Mesi | Mesi | Mesi | Mesi | Mesi | Mesi | Mesi | Mesi | Mesi | Mesi | Stagioni | Stagioni | Stagioni | Stagioni | Anno |
| Almuñécar           | Gen  | Feb  | Mar  | Apr  | Mag  | Giu  | Lug  | Ago  | Set  | Ott  | Nov  | Dic  | Inv      | Pri      | Est      | Aut      | Anno |
| ------------------- | ---- | ---- | ---- | ---- | ---- | ---- | ---- | ---- | ---- | ---- | ---- | ---- | -------- | -------- | -------- | -------- | ---- |
| T. max. media (°C)  | 19,7 | 20,1 | 21,6 | 23,0 | 25,6 | 28,1 | 30,8 | 31,2 | 28,8 | 26,9 | 23,4 | 21,0 | 20,3     | 23,4     | 30,0     | 26,4     | 25,0 |
| T. min. media (°C)  | 12,5 | 12,5 | 13,4 | 15,2 | 18,8 | 22,1 | 25,2 | 25,8 | 23,2 | 20,4 | 16,0 | 13,6 | 12,9     | 15,8     | 24,4     | 19,9     | 18,2 |
| Precipitazioni (mm) | 29   | 15   | 15   | 5    | 3    | 0    | 0    | 0    | 2    | 25   | 30   | 56   | 100      | 23       | 0        | 57       | 180  |

## Temperature estreme mensili dal 1970 ad oggi
Nella tabella sottostante sono riportati i valori delle temperature estreme mensili dal 1970 ad oggi, con il relativo anno in cui sono state registrate. Nel periodo esaminato, la temperatura minima assoluta ha toccato +5,8 °C nel gennaio 2005, mentre la massima assoluta ha raggiunto i +45,6 °C nel luglio 1978.
| Almuñécar (1970-2023) | Mesi        | Mesi        | Mesi        | Mesi        | Mesi        | Mesi        | Mesi        | Mesi        | Mesi        | Mesi        | Mesi        | Mesi        | Stagioni | Stagioni | Stagioni | Stagioni | Anno |
| Almuñécar (1970-2023) | Gen         | Feb         | Mar         | Apr         | Mag         | Giu         | Lug         | Ago         | Set         | Ott         | Nov         | Dic         | Inv      | Pri      | Est      | Aut      | Anno |
| --------------------- | ----------- | ----------- | ----------- | ----------- | ----------- | ----------- | ----------- | ----------- | ----------- | ----------- | ----------- | ----------- | -------- | -------- | -------- | -------- | ---- |
| T. max. assoluta (°C) | 30,4 (1981) | 30,4 (1995) | 33,0 (1988) | 37,1 (2011) | 38,2 (1999) | 43,2 (1983) | 45,6 (1978) | 44,8 (1994) | 43,4 (1975) | 42,1 (1983) | 35,6 (1995) | 30,5 (1998) | 30,5     | 38,2     | 45,6     | 43,4     | 45,6 |
| T. min. assoluta (°C) | 5,8 (2005)  | 6,3 (2015)  | 7,3 (1993)  | 11,4 (2001) | 12,9 (2011) | 14,9 (1984) | 17,8 (1984) | 18,5 (1977) | 15,0 (2019) | 13,1 (1974) | 11,9 (1991) | 8,0 (2004)  | 5,8      | 7,3      | 14,9     | 11,9     | 5,8  |